# Bairdstown, Ohio
Bairdstown, Ohio (енгл. Bairdstown) град је у америчкој савезној држави Охајо.

## Демографија
По попису из 2010. године број становника је 130, што је 0 (0,0%) становника више него 2000. године.
| Група             | 2000.       | 2010.       |
| Белци             | 125 (96,2%) | 117 (90,0%) |
| Афроамериканци    | 0 (0,0%)    | 0 (0,0%)    |
| Азијати           | 0 (0,0%)    | 0 (0,0%)    |
| Хиспаноамериканци | 1 (0,8%)    | 5 (3,8%)    |
| Укупно            | 130         | 130         |